# Dosso Piemp
Der Dosso Piemp (1207 m s.l.m.) ist ein Berg oberhalb von Tignale. Er gehört zu den Gardaseebergen in Norditalien. Auf dem westlichen Ausläufer in einer Höhe von 1150 Metern befindet sich das Rifugio Cima Piemp mit einer kleinen Kapelle.
Unterhalb des Gipfels befindet sich noch ein Holzkreuz, aufgestellt im Jahr 2004.

## Routen
Von Tignale führen die CAI Wege Nr. 249 und 253 und vom Segable-Pass der Weg Nr. 258 auf den Gipfel.

Sehenswertes auf dem Dosso Piemp
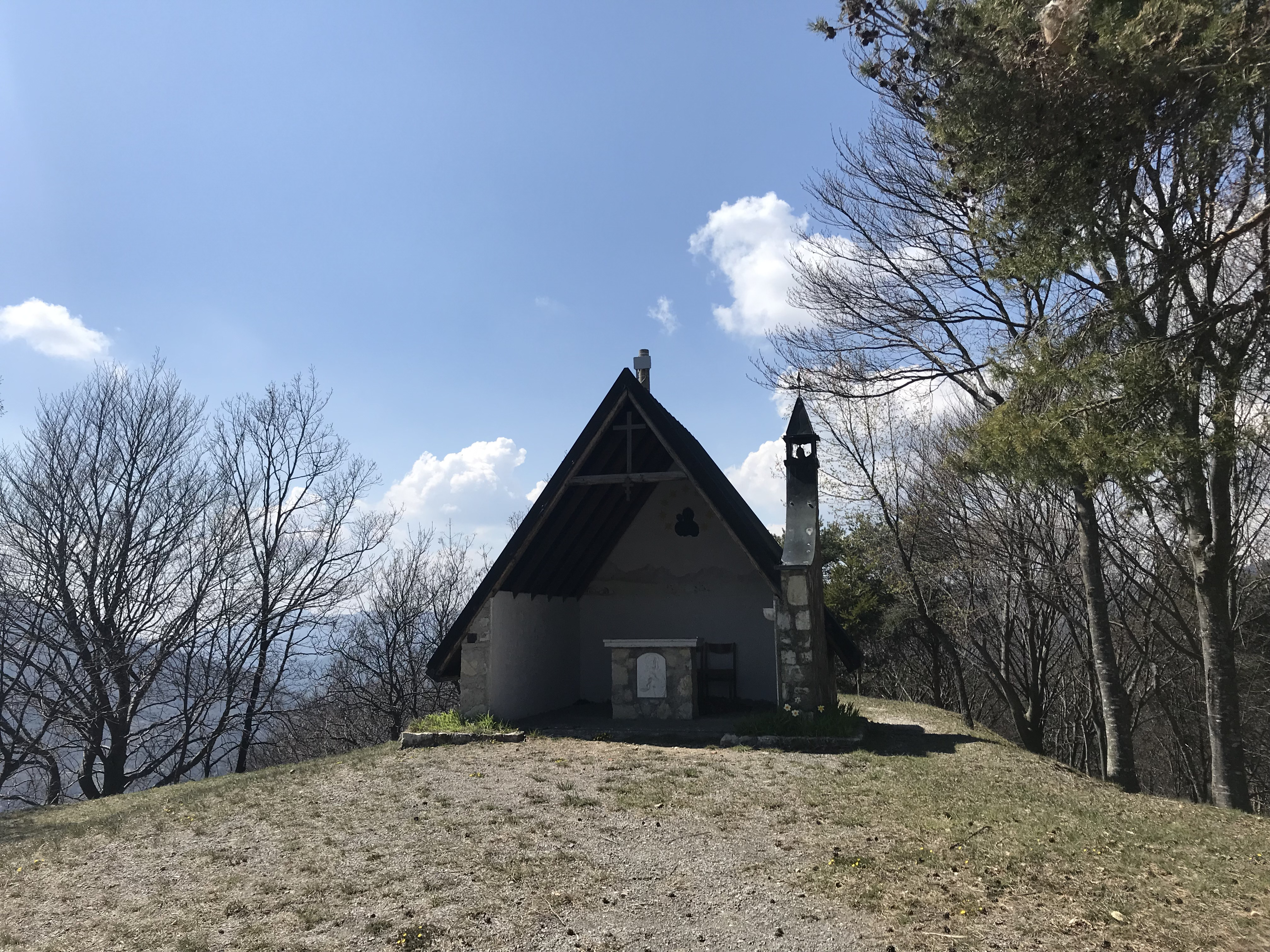
Kapelle auf dem Dosso Piemp
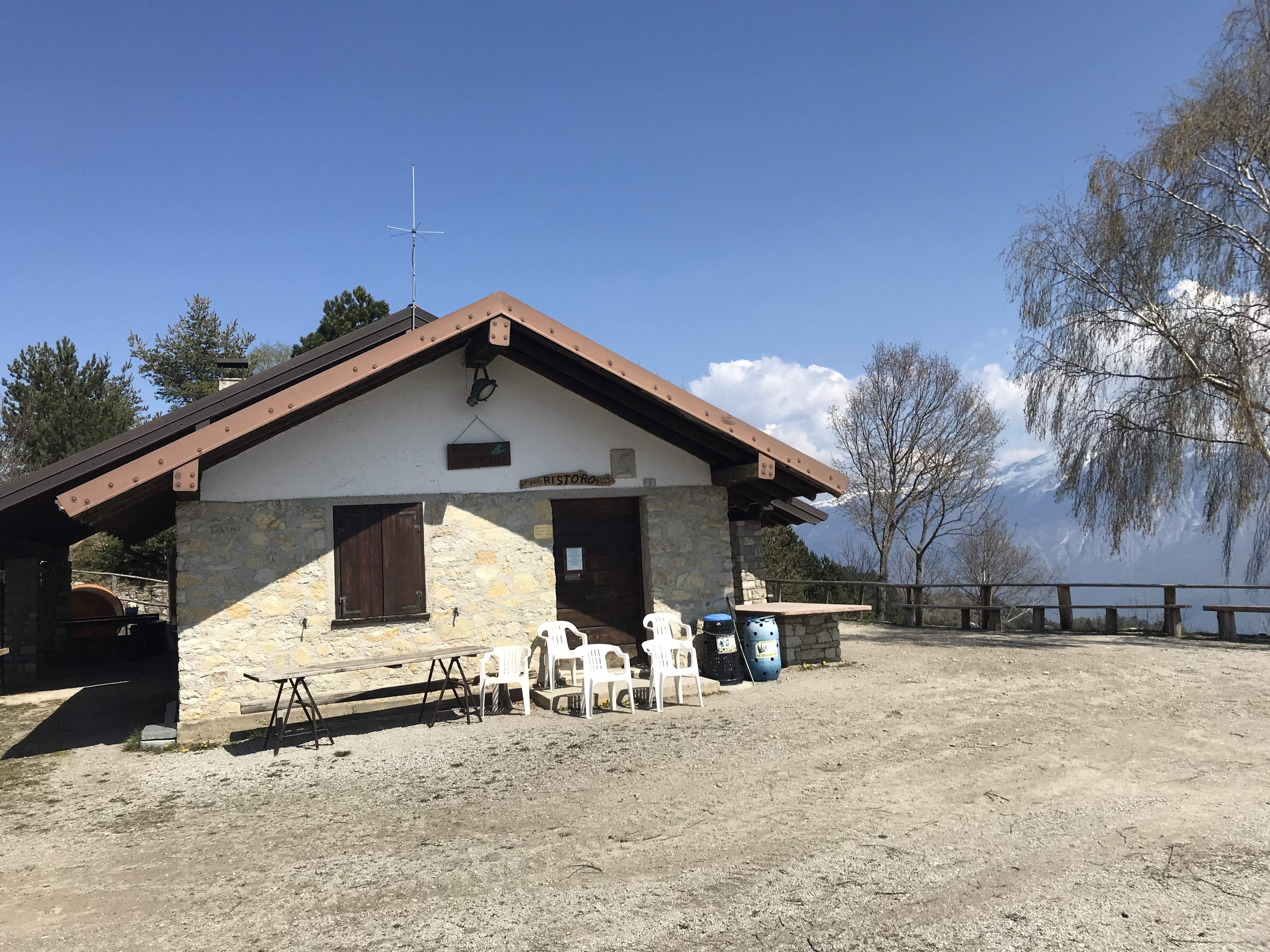
Rifugio auf dem Dosso Piemp
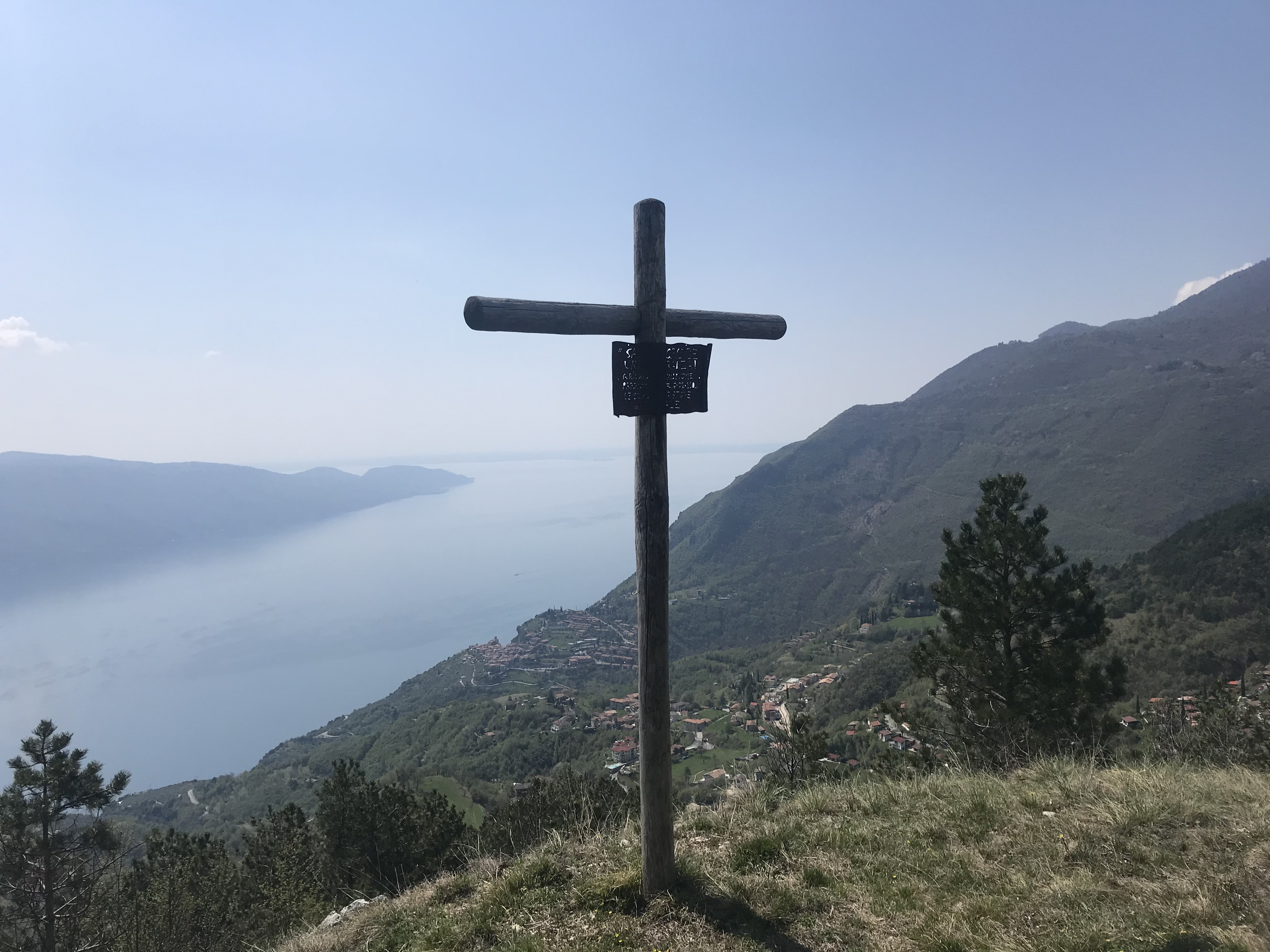
Holzkreuz unterhalb des Gipfels